# Kamienica Pod Barankiem w Krakowie (ul. Floriańska)
Kamienica Pod Barankiem (znana także jako Kamienica Faffowska, Kamienica Kordaszowska) – zabytkowa kamienica znajdująca się w Krakowie, w dzielnicy I przy ulicy Floriańskiej 22, na Starym Mieście.

## Historia
Kamienica została wzniesiona w XV wieku jako murowano-drewniana. W połowie XVI wieku należała do kowala Jakuba, Krzyżekow i Świetlików. Na początku XVII wieku była własnością Stanisława Staniszowskiego, a następnie Andrzeja Sasnowicza, rodziny Kordasów i Karbińskiego. W 1682 przeprowadzono na zlecenie właściciela Jana Pfaffa rewizję urzędową, która wykazała zły stan techniczny budynku, m.in. pochylenie w stronę ulicy elewacji frontowej oraz stłuczenie większości dachówek. Kamienica została wyremontowana u schyłku XVII wieku, wzniesiono także drewnianą oficynę tylną. W 1714 budynek był własnością złotnika Sołtykowicza, a od 1738 szewca Pawła Struzikowicza. W połowie XVII wieku kamienica została przebudowana, stając się w całości murowaną. W tym samym czasie zburzono butwiejącą drewnianą oficynę. Od około 1770 do połowy lat 90. XVIII wieku kamienica należała do mydlarza Józefa Cerchy. W 1805 nabyła ją na licytacji Marianna Senderkowska. Budynek pozostał w rękach jej spadkobierców do połowy XIX wieku. W 1880 kamienica została gruntownie przebudowana według projektu Karola Żychonia, nadbudowano także drugie piętro oraz połączono budynek frontowy z oficynami krytym gankiem przejściowym. W 1908 na zlecenie Gustawa Häuslera przebudowano parter fasady, wstawiając nowy portal zaprojektowany przez M. Krawczyńskiego.
15 czerwca 1967 kamienica została wpisana do rejestru zabytków. Znajduje się także w gminnej ewidencji zabytków.

## Architektura
Obecny wygląd kamienicy jest efektem przebudowy z 1880, przebudowy parteru z 1908 oraz późniejszych remontów konserwatorskich. Kamienica ma trzy kondygnacje. Fasada, o neoklasycystycznym wystroju, ma trzy osie. W pierwszej osi parteru znajduje się prosty kamienny portal. W partii pięter trzecia oś została podkreślona poprzez ujęcie pilastrami. Okna pierwszego piętra ozdobione są gzymsowymi frontonami i fryzami, a okna drugiego piętra – gzymsami. Budynek wieńczy fryz koronujący.